# Muhafaza
Eine muḥāfaẓa (arabisch مُحَافَظَة [muˈħaːfaðˤa]; pl.  مُحَافَظَات muḥāfaẓāt [muħafaˈðˤaːt]) ist eine Verwaltungseinheit der ersten Ebene in vielen arabischen Ländern und eine Verwaltungseinheit der zweiten Ebene in Saudi-Arabien. Der Begriff wird in der Regel mit „Gouvernement“, gelegentlich auch mit „Provinz“ übersetzt. Er leitet sich von der arabischen Wurzel ح-ا-ف-ظ ḥ-a-f-ẓ (Verb: حافظ ḥafaẓa) ab, was „bewahren“ und „bewachen“ bedeutet. Das Haupt eines muḥāfaẓah ist der (مُحَافِظ) muḥāfiẓ.

## Muhafazat in Arabischen Ländern
- Gouvernements von Bahrain
- Gouvernements von Ägypten
- Gouvernements des Irak
- Gouvernements Jordaniens
- Gouvernements von Kuwait
- Gouvernements von Libyen (historisch)
- Liste der Gouvernements des Libanon
- Liste der Regionen und Distrikte in Oman
- Gouvernements der Palästinensischen Autonomiebehörde
- Gouvernements von Saudi-Arabien (2. Ebene)
- Gouvernements von Syrien
- Gouvernements des Jemen

Die Gouvernments von Tunesien werden im Arabischen wilāyah genannt.